# Madam Yoko

Madam Yoko

Madam Yoko, auch Mammy Yoko oder Mamie  Yoko, geborene Somo (etwa * 1849 im Chiefdom Gbo; † 1906) war eine Führerin der Mende und Königin von Senehun im heutigen Sierra Leone. Sie war ein wichtiges Mitglied des Sande-Geheimbundes. Sie galt als erfolgreiche Kriegsherrin und erweiterte das Reich der Mende deutlich, ehe sie Führerin der Kpa-Mende-Konföderation wurde.

## Leben
Madam Yoko änderte ihren Namen von Soma im Rahmen ihrer ersten Zeremonie im Sande-Geheimbund, die sie weithin als Tänzerin berühmt machte. Sie heiratete wenig später Gongoima. Nachdem die Ehe gescheitert war, ging Yoko die Ehe mit dem Chief der Taiama, Gbenjei, ein. Er machte sie zu seiner Königlichen Gemahlin, was ihr weitreichende Anerkennung und wirtschaftliche Macht verschaffte.
Nach dem Tod von Gbenjei heiratete Yoko Gbanya Lango. Dieser wurde 1875 in Taiamawaro von der britischen Kolonialarmee festgenommen. Yoko setzte sich persönlich bei Gouverneur Samuel Rowe für die Freilassung ihres Mannes ein, die wenig später erfolgte. Zum Dank erhob Gbanya sie in den Stand seiner Königlichen Ehefrau und entsandte sie als Mediatorin und Botschafterin, was ihr weitere Anerkennung in der Gemeinschaft, dem Sande-Geheimbund und insbesondere bei den Mende einbrachte. Nach dem Tod ihres dritten Ehemannes wurde sie 1878 Chief von Senehun. 1884 (1885 laut Grabsteininschrift) wurde sie als Königin von Senehun auch von der Britischen Kolonialmacht anerkannt.
Sie starb 1906, möglicherweise durch Suizid. Ihr Grab in Moyamba ist seit dem 3. Dezember 2016 ein Nationaldenkmal Sierra Leones.

## Trivia
Nach Mammy Yoko sind unter anderem ein Hotel der Kette Radisson Blu und ein Hubschrauberlandeplatz (Mammy Yoko Helipads) in Freetown benannt.

## Filme
- Kurzdokumentation über Madam Yoko, Sierra Leone Heritage (englisch)